# 热拉讷
热拉讷（法語：Gélannes，法語發音：[ʒelan]）是法国奥布省的一个市镇，属于塞纳河畔诺让区。

## 地理
热拉讷（48°29'1"N, 3°40'19"E）面积12.13 平方千米，位于法国大東部大區奥布省，该省份为法国中北部省份，北起马恩省，西接塞纳-马恩省，西南至约讷省，东南至科多尔省，东临上马恩省。
与热拉讷接壤的市镇（或旧市镇、城区）包括：帕尔莱罗米伊、圣伊莱尔苏罗米伊、圣卢德比菲尼、圣马丹德博斯奈。

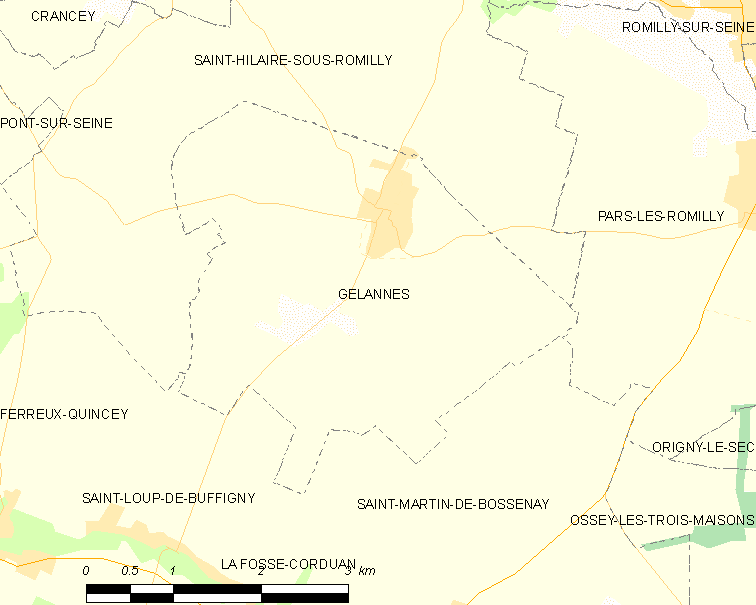
热拉讷的OSM定位图

热拉讷的时区为UTC+01:00、UTC+02:00（夏令时）。

## 行政
热拉讷的邮政编码为10100，INSEE市镇编码为10164。

## 政治
热拉讷所属的省级选区为塞纳河畔罗米伊县。

## 人口

1962-2008年间热拉讷人口变化图示

热拉讷于2022年1月1日时的人口数量为704人。